# Catedral del Sagrado Corazón (Salina)
La Catedral del Sagrado Corazón o simplemente Catedral católica de Salina (en inglés: Sacred Heart Cathedral ) es un templo católico en Salina, Kansas, Estados Unidos, funciona como la parroquia catedral de la diócesis de Salina. Es la segunda catedral de la diócesis después de Nuestra Señora del Perpetuo Socorro en Concordia, Kansas, siendo esta la sede principal.
La Diócesis de Concordia fue establecida por el Papa León XIII el 2 de agosto de 1887. El 23 de diciembre de 1944 el Papa Pío XII transfirió la sede de Salina y Iglesia del Sagrado Corazón se convirtió en la nueva catedral. Edward J. Schulte de Cincinnati fue elegido como el arquitecto de la nueva catedral.  La primera piedra fue colocada el 4 de junio de 1951 y fue dedicada por el Obispo Francis Thill el 6 de junio de 1953. Un proyecto de renovación en 1998 alteró el interior y un espacio de encuentro y fue ampliada la sala parroquial en el 2000.